# Paolo Mori

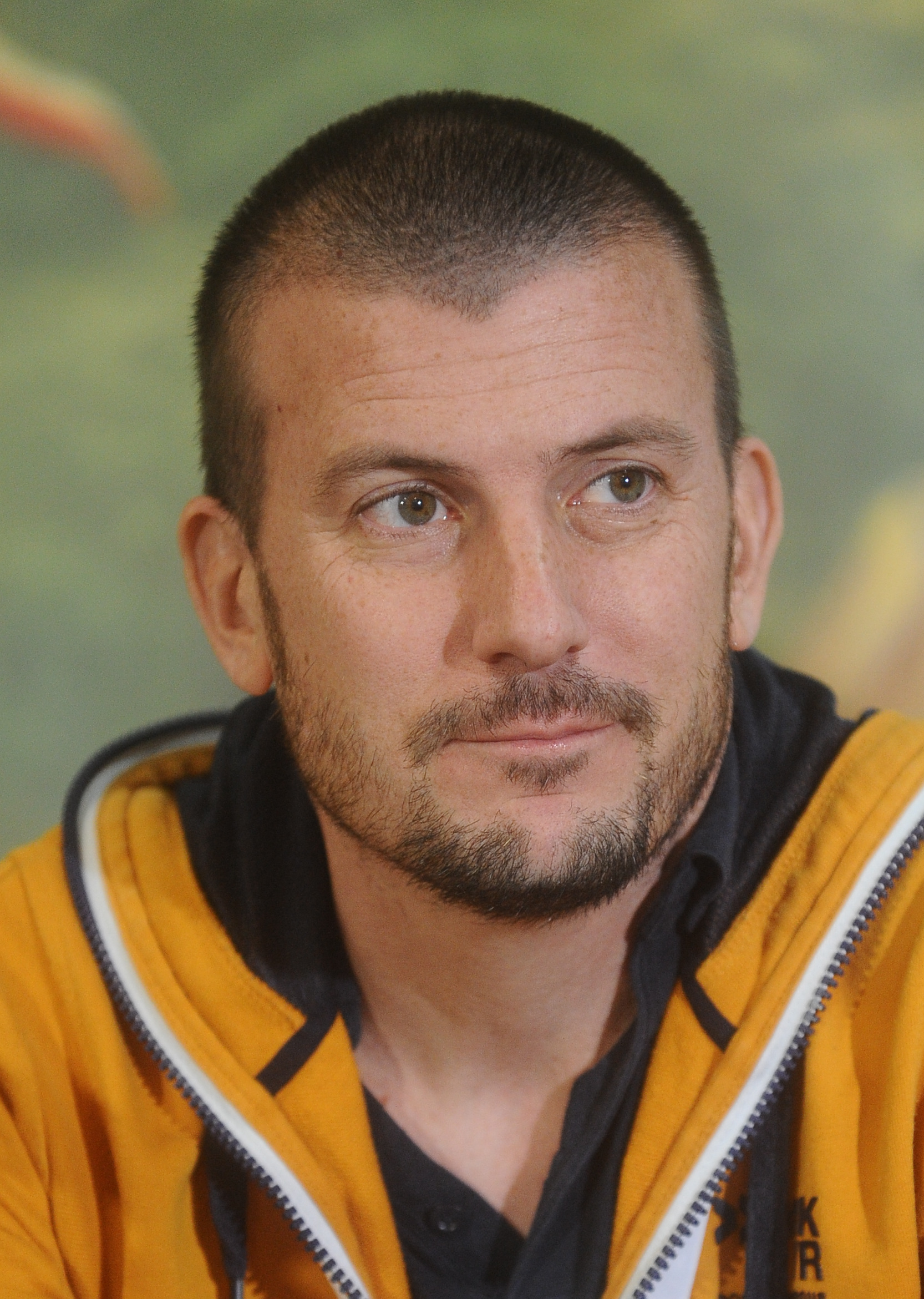
Paolo Mori, 2017

Paolo Mori (* 4. Juli 1977 in Parma) ist ein italienischer Spieleautor.

## Leben
Mori machte 2002 einen Hochschulabschluss in Kommunikationswissenschaft.
Im Jahr 2005 schuf er die Website Inventori di giochi (deutsch: Spieleerfinder), ein Online-Forum für italienische Spielautoren. Ebenfalls seit 2005 organisierte er gemeinsam mit dem Spieledesigner-Kollegen Walter Obert das Projekt IDEAG zur Nachwuchsförderung in der Spieleautorenszene. In Berceto nahe Parma fand jahrelang ein Game-Designers Convivium statt, das ebenfalls von Mori gegründet und organisiert wurde.
Seine Steampunk-Neuerscheinung Dogs of War wurde 2014 erfolgreich auf der Crowdfunding-Plattform Kickstarter vorfinanziert und sodann beim Verlag veröffentlicht.

## Ludografie
- 2005: UR (What's your game)
- 2007: Borneo (Abacusspiele)
- 2009: Vasco da Gama (What's your game, 999 Games, Rio Grande Games)
- 2009: Pocket Battles: Celts versus Romans[2], zusammen mit Francesco Sirocchi (Pegasus Spiele, zmangames)
- 2009: Small World: Cursed! (mit Philippe Keyaerts, Leif Steiestol, Phil Walker-Harding; ays of Wonder)
- 2010: Pocket Battles: Elves versus Orcs
- 2012: Pocket Battles: Macedonians versus Persians
- 2012: Libertalia (Asmodée)
- 2012: Olympicards (Giochi Uniti, 999 Games)
- 2012: Batman: Gotham City Strategy Game (WizKids Games)
- 2013: Memento[3] (Franckh-Kosmos)
- 2013: Augustus (Hurrican)
- 2012: Pocket Battles: Confederacy versus Union
- 2014: Dogs of War (Cool Mini or Not)
- 2015: Unusual Suspects (Asmodee)
- 2017: Ethnos (Cool Mini or Not)
- 2018: Pandemic: Untergang Roms (mit Matt Leacock, Z-Man Games)
- 2019: Blitzkrieg!  (Banana Games, Giochix.it, Maldito Games, PSC Games [Winziger Weltkrieg (Schwerkraft)])
- 2019: Blitzkrieg! Nippon Expansion (PSC Games [Winziger Weltkrieg - Nippon Erweiterung (Schwerkraft)])
- 2020: Via Magica (Hurrican; Neuauflage von Augustus)
- 2020: Blätterrauschen (Kosmos)
- 2021: Blitzkrieg!: World War Two in 20 Minutes (PSC Games)
- 2021: Caesar!: Seize Rome in 20 Minutes! (PSC Games)
- 2021: Fairy Tale Inn (Cool Mini or Not)
- 2022: Libertalia: Auf den Winden von Galecrest (Asmodée)
- 2023: Archeos Society (Space Cowboys; Neuauflage von Ethnos)
- 2023: Match of the Century (Deep Print Games)
- 2024: Captain Flip (PlayPunk)

## Auszeichnungen
| Jahr | Spiel         | Preis                                     | Rang      |
| ---- | ------------- | ----------------------------------------- | --------- |
| 2006 | Borneo        | Gioco Inedito                             | Sieger    |
| 2006 | Ur            | Best of Show: Bestes Brettspiel           | Sieger    |
| 2010 | Vasco da Gama | Niederländischer Spielepreis              | Finalist  |
| 2010 | Vasco da Gama | International Gamers Award                | Finalist  |
| 2013 | Augustus      | Spiel der Spiele: Spiele-Hit für Familien | Sieger    |
| 2013 | Augustus      | Spiel des Jahres                          | Finalist  |
| 2013 | Augustus      | Best of Show Gioco dell'anno              | Sieger    |
| 2014 | Augustus      | As d’Or                                   | Finalist  |
| 2022 | Libertalia    | Niederländischer Spielepreis: Kennerspiel | Sieger    |
| 2024 | Captain Flip  | Spiel des Jahres                          | nominiert |

## Belege
1. ↑  Dogs of War, an euro-style, soldier placement board game of deception, intrigue and shifting alliances for 3 to 5 players (englisch).
2. ↑  Spielregel von zmangames (PDF) (Memento des Originals vom 12. Oktober 2014 im Internet Archive)  Info: Der Archivlink wurde automatisch eingesetzt und noch nicht geprüft. Bitte prüfe Original- und Archivlink gemäß Anleitung und entferne dann diesen Hinweis.
3. ↑  Memento - Spielkritik, brettspielblog.ch vom 19. August 2013, abgerufen am 8. Oktober 2014.
4. ↑  Paolo Mori vincitore del Best of Show nella categoria “Giochi da tavolo” a Lucca 2007, abgerufen am 8. Oktober 2014.

| Personendaten    | Personendaten             |
| ---------------- | ------------------------- |
| NAME             | Mori, Paolo               |
| KURZBESCHREIBUNG | italienischer Spieleautor |
| GEBURTSDATUM     | 4. Juli 1977              |
| GEBURTSORT       | Parma                     |